# Kardigud, Manvi
Kardigud là một làng thuộc tehsil Manvi, huyện Raichur, bang Karnataka, Ấn Độ.